# Odontites purpureus
Odontites purpureus là loài thực vật có hoa thuộc họ Cỏ chổi. Loài này được (Desf.) G.Don mô tả khoa học đầu tiên năm 1837.